# Udmurtia
La república de Udmurtia (en ruso, Удмуртская республика, Udmúrtskaya Respúblika; en udmurto, Удмурт Элькун, Udmurt Elkun) es una de las veinticuatro repúblicas que, junto con los cuarenta y siete óblast, nueve krais, cuatro distritos autónomos y dos ciudades federales, conforman los ochenta y nueve sujetos federales de Rusia. Su capital es Izhevsk. Está ubicada en el distrito Volga limitando al oeste y norte con Kírov, al este con Perm, al sureste con el río Kama que la separa de Baskortostán y al sur con Tartaristán.

## Geografía

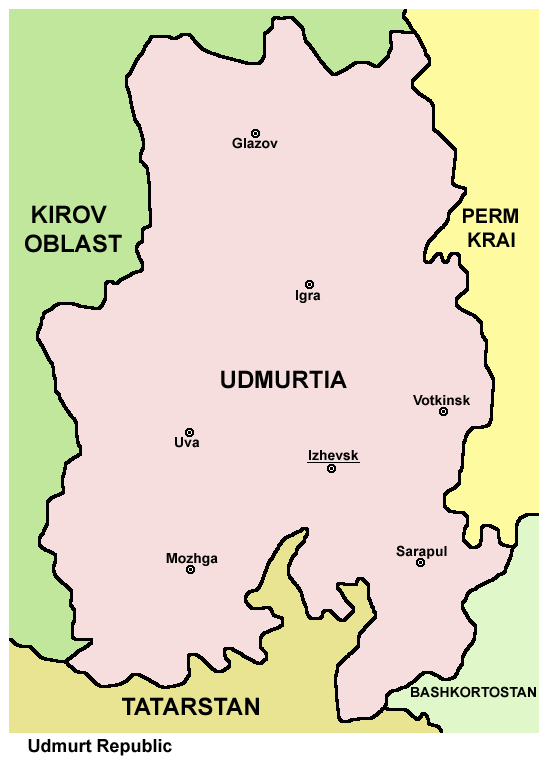
Mapa de Udmurtia

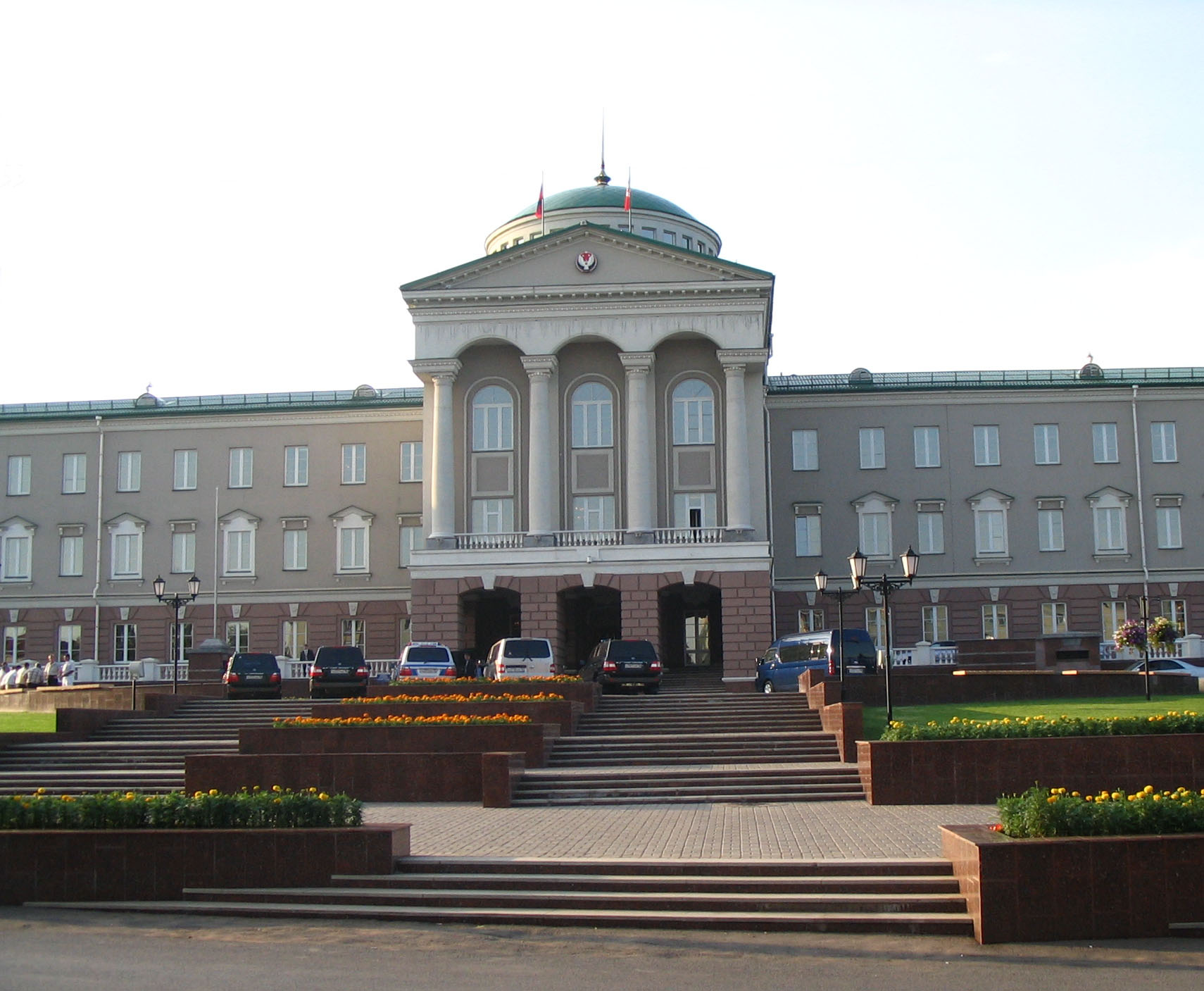
Residencia del presidente de la república de Udmurtia, Izhevsk

Udmurtia está ubicada en la porción oriental de la llanura de Europa oriental, entre los ríos Kama y Viatka. Tiene una superficie de 42.100 km². 
Sus fronteras internas son el óblast de Kírov (SO/O/NO/N), el krai de Perm (NE/E), Bashkortostán (SE), y Tartaristán (S/SW). Limita asimismo con el embalse de Votkinsk (E).

### Zona horaria
Udmurtia está ubicada en la zona horaria de Samara (SAMT/SAMST). La diferencia con respecto a la hora de Greenwich es de +0400 (SAMT) / +0500 (SAMST).

### Ríos
Los principales ríos son:
- Río Cheptsa
- Río Izh
- Río Kama (navegable)
- Río Kilmez
- Río Siva

### Lagos
Aunque no hay grandes lagos dentro de Udmurtia, el embalse de Votkinsk está parcialmente ubicado dentro de su territorio.

### Recursos naturales
Los recursos naturales de Udmurtia incluyen petróleo, turba, aguas minerales y más. Las reservas de petróleo en el 2002 se estimaron en 820 millones de toneladas. Aproximadamente 7-8 millones de toneladas son extraídas anualmente. Casi todo el petróleo se exporta.
Los bosques cubren más del 40% del territorio de la república. Casi todos esos bosques son de coníferas.

### Clima
Udmurtia tiene un clima continental moderado, con veranos cálidos e inviernos fríos con mucha nieve.
- Temperatura promedio en enero: -14.5 °C
- Temperatura promedio en julio: 18.3 °C
- Precipitación: 400-600 mm

## Demografía
Más de 100 diferentes nacionalidades viven dentro de la república, incluyendo un 60.1% de rusos, un 29.3% de udmurtios nativos, y un 7% de tártaros. Las lenguas más habladas son el ruso y el idioma udmurto, de origen ugrofinés, esto es, urálico. Más de dos terceras partes de la población mundial de udmurtios vive en Udmurtia.
- Población: 1.570.316 (2002)
  - Urbana: 1.094.338 (69,7%)
  - Rural: 475.978 (30,3%)
  - Masculina: 725.075 (46,2%)
  - Femenina: 843.241 (53,7%)
- Mujeres por cada 1000 hombres: 1.160
- Edad promedio: 35,8 años
  - Urbana: 35,6 años
  - Rural: 36,1 años
  - Masculina: 32,8 años
  - Femenina: 38,4 años
- Número de residencias: 552.862 (con 1.548.762 personas)
  - Urbana: 395.200 (con 1.084.281 personas)
  - Rural: 157.662 (con 464.481 personas)
- Esperanza media de vida:
  - Varones: sin datos
  - Mujeres: sin datos.

## Historia
Udmurtia comenzó como un estado histórico que se unió a Rusia, llamado Ar begs.
Antes del 4 de noviembre de 1920, cuando se formó el óblast Autónomo de Votsk, el territorio de la Udmurtia moderna estaba dividido entre las gubernaturas de Kazán y Vyatka. El 1 de enero de 1932, el Óblast Autónomo de Votsk fue renombrado como óblast autónomo de Udmurtia, el cual fue después reorganizado como la RASS de Udmurtia el 28 de diciembre de 1934. La república Udmurtia existe en su forma actual desde el 20 de septiembre de 1990.

## Política
El presidente es el jefe de gobierno, el cual es elegido cada 5 años. Durante el 2005, el presidente fue Aleksandr Aleksándrovich Vólkov, el cual asumió su puesto el 3 de noviembre de 2000. Antes de las elecciones, Vólkov fue el presidente del Consejo de la República, el puesto más alto de aquel tiempo.
El Parlamento de la república es el Consejo Estatal, elegido por mayoría popular cada 5 años, y cuenta con 100 diputados.
La constitución de Udmurtia fue adoptada el 7 de diciembre de 1994.

## Economía
Udmurtia es una república industrializada. Las industrias más desarrolladas incluyen la construcción de maquinaria y las industrias petroquímica, química y gasera.

## Cultura
Hay ocho teatros profesionales en Udmurtia, una Sociedad Filarmónica, y más de diez museos estatales junto con otros museos públicos, donde se muestra la historia y la cultura de Udmurtia y de su pueblo, tales como el Museo de Historia y Cultura de Sarapul, o el Museo de Piotr Chaikovski en Vótkinsk. Uno de los museos de armas más antiguos está ubicado en Izhevsk, sede del fabricante de armas IZHMASH y lugar de nacimiento de Mijaíl Kalashnikov, donde además diseñó el célebre rifle de asalto AK-47.

## Educación
Las más importantes instalaciones de educación superior incluyen la Universidad Estatal de Udmurtia, la Universidad Estatal Técnica de Izhvesk, y la Academia Médica Estatal de Izhvesk, todas ellas ubicadas en dicha ciudad.

## Religión
La mayoría de la población es cristiana ortodoxa rusa o, debido al legado soviético, atea. También se practica el chamanismo.